# AEW Women’s World Championship
AEW Women’s World Championship – tytuł mistrzowski dla kobiet profesjonalnego wrestlingu stworzony i promowany przez federację All Elite Wrestling (AEW). Inauguracyjną mistrzynią była Riho.

## Historia
18 czerwca 2019 roku, sześć miesięcy po utworzeniu amerykańskiej federacji profesjonalnego wrestlingu All Elite Wrestling (AEW), prezes i Chief Executive Officer AEW Tony Khan ogłosił plany zarówno mistrzostw singlowych, jak i tag teamowych dla dywizji kobiecej. Następnie została ogłoszona przez dyrektora brandu AEW Brandi Rhodes, że tytuł AEW Women’s World Championship zostanie odsłonięty 31 sierpnia na All Out, a pierwsza mistrzyni zostanie ukoronowana 2 października podczas inauguracyjnej transmisji cotygodniowej tygodniówki AEW. show, później nazwanej jako Dynamite.
Obydwie uczestniczki inauguracyjnej walki o mistrzostwo zostały rozstrzygnięte na All Out. Pierwszego konkurentkę wyłonił kobiecy Casino Battle Royale podczas pre-show Buy In, które wygrała Nyla Rose. Później tej nocy w głównej karcie, Riho stała się jej przeciwniczką, pokonując Hikaru Shidę. Na premierowym odcinku Dynamite, Riho pokonała Rose, aby zostać inauguracyjną mistrzynią.

## Wygląd

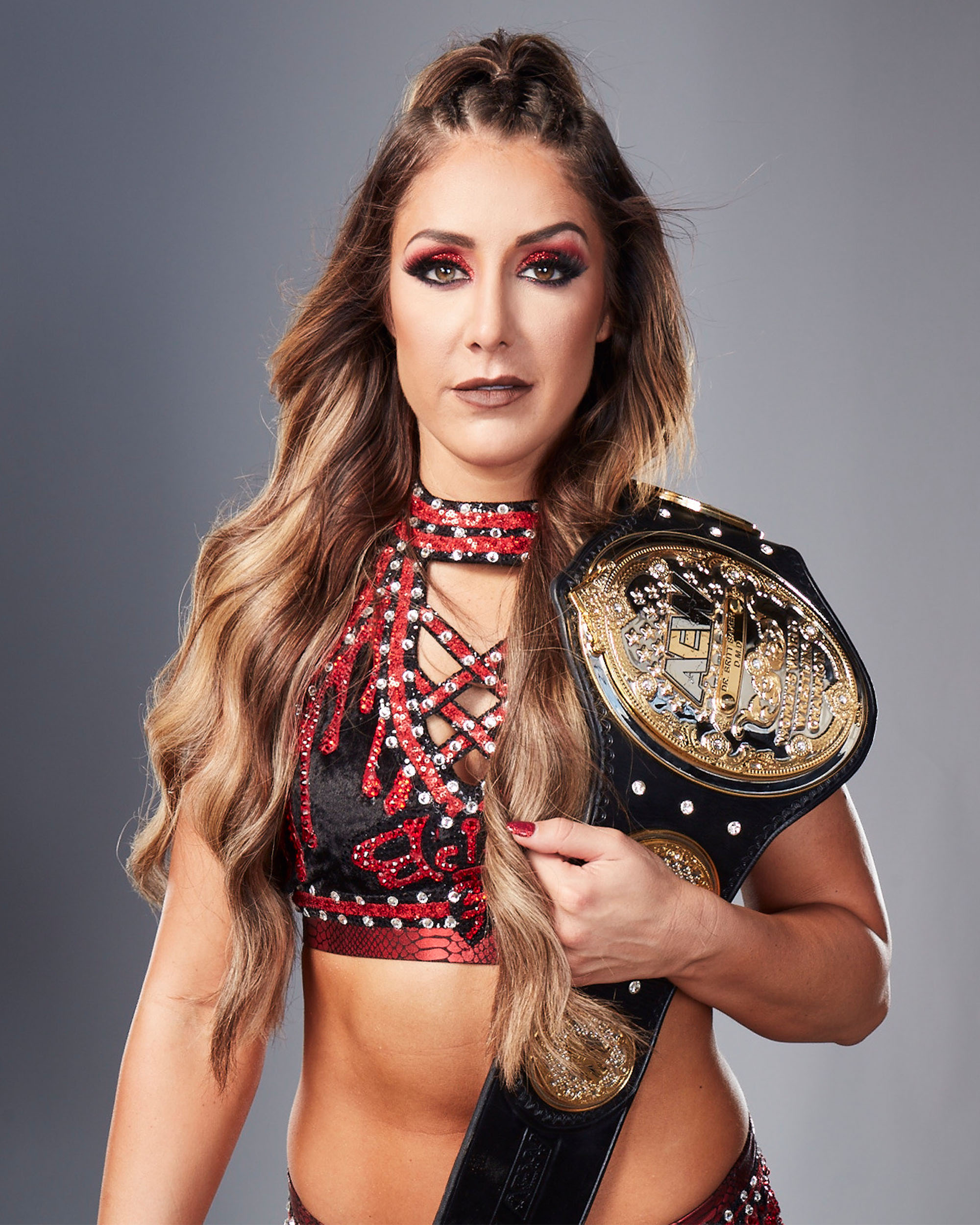
Była mistrzyni Dr. Britt Baker D.M.D. wraz z poprzednią wersją pasa mistrzowskiego (2021–2022)

Oryginalny pas AEW Women’s World Championship miał małą owalną płytkę środkową. Było w sumie sześć płyt bocznych, po trzy z każdej strony płyty środkowej. Wierzch środkowej płyty miał koronę i ozdoby wzdłuż krawędzi środkowej płyty. Na samym środku tabliczki znajdowała się tabliczka z nazwiskiem aktualnej mistrzyni. Nad tabliczką znamionową znajdowało się logo AEW, a pod tabliczką znamionową widniał napis „Women’s World Wrestling Champion”. Płyty boczne miały kulę ziemską pośrodku z filigranem dookoła kuli ziemskiej. Płytki były złote i niklowe i znajdowały się na czarnym skórzanym pasku.
28 maja 2021 roku, na Dynamite specjalnie nadawanym w piątkową noc, panująca mistrzyni Hikaru Shida została nagrodzona nieco zaktualizowanym pasem mistrzowskim. Zaktualizowany pasek miał ogólnie tę samą konstrukcję, ale był nieco większy, zawierał dodatkowe inkrustowane diamentami i dodatkowe złocenie, a także miał tylko dwie boczne płytki po każdej stronie środkowej płytki zamiast trzech. Odsłonięcie tego zaktualizowanego projektu miało upamiętnić 370-dniowe panowanie Shidy, które w tamtym czasie było najdłuższym panowaniem z jakimkolwiek mistrzostwem AEW (rekord ten został pobity przez Jade Cargill podczas panowania z AEW TBS Championship w styczniu 2023 roku). Jednak Shida straciła tytuł zaledwie dwa dni później na Double or Nothing na rzecz Dr. Britt Baker, D.M.D.
Podczas Revolution 6 marca 2022 roku, Baker zaprezentowała nowy projekt pasa mistrzowskiego z większymi płytkami, które są złote i na czarnym pasku. Pośrodku płyty środkowej znajduje się kula ziemska przedstawiająca kontynenty Ameryki Północnej i Południowej. Nad kulą ziemską znajduje się czarny baner z napisem „Women’s World”, natomiast pod kulą ziemską znajduje się kolejny czarny baner z napisem „MWrestling Champion”. W górnej części środkowej płyty znajduje się logo AEW, a resztę płyty wypełnia filigran. Brakuje mu tabliczki znamionowej, która była w poprzednim projekcie. Każda z wewnętrznych płyt bocznych ma część globu, która pokazuje kontynenty, a nie na płycie środkowej, podczas gdy zewnętrzne płyty boczne przedstawiają dwóch wrestlerów walczących poniżej logo AEW. Pas ten został zaprojektowany przez firmę Belts By Dan, a jego ukończenie zajęło trzy tygodnie i był inspirowany Mid-South North American Championship z lat 80.

## Panowania
Na stan 15 czerwca 2025 było dziewięć mistrzyń, a "Timeless" Toni Storm trzymała tytuł cztery razy. Riho była mistrzynią inauguracyjną. Najdłużej panującą mistrzynią jest Hikaru Shida, która szczyci się rekordem 372 dni, a najkrócej panującą także Shida z panowaniem trwającym 25 dni. Najstarszą mistrzynią jest Nyla Rose, która wygrała tytuł w wieku 37 lat, a najmłodszą Riho, która zdobyła mistrzostwo mając 22 lata.
Obecną mistrzynią jest "Timeless" Toni Storm, która jest w swoim czwartym panowaniu. Pokonała poprzednią mistrzynię Mariah May na Grand Slam Australia, 15 lutego 2025.
| Nr        | Ogólny numer panowania                                                     |
| Panowanie | Liczba panowań konkretnego mistrza                                         |
| Dni       | Liczba dni panowania                                                       |
| Dni roz.  | Dni panowania, które są uznawane przez federację na jej oficjalnej stronie |
| <1        | Oznacza, że panowanie trwało mniej niż jeden dzień                         |
| +         | Oznacza, że liczba dni w posiadaniu wzrasta z kolejnym dniem               |

| Nr | Mistrzyni               | Zmiana mistrza            | Zmiana mistrza                   | Zmiana mistrza      | Statystyki panowania | Statystyki panowania | Statystyki panowania | Notka | Odn.   |
| Nr | Mistrzyni               | Data                      | Gala                             | Miejsce             | Panowanie            | Dni                  | Dni roz.             | Notka | Odn.   |
| -- | ----------------------- | ------------------------- | -------------------------------- | ------------------- | -------------------- | -------------------- | -------------------- | --- | ------ |
| 1  | Riho                    | 2 października 2019(dts)  | Dynamite                         | Washington, D.C.    | 1                    | 133                  | 133                  | Pokonała Nylę Rose stając się inauguracyjną mistrzynią. | [ 11 ] |
| 2  | Nyla Rose               | 12 lutego 2020(dts)       | Dynamite                         | Cedar Park, TX      | 1                    | 101                  | 101                  | | [ 15 ] |
| 3  | Hikaru Shida            | 23 maja 2020(dts)         | Double or Nothing                | Jacksonville, FL    | 1                    | 372                  | 372                  | Był to No Disqualification, No Countout match. | [ 16 ] |
| 4  | Dr. Britt Baker, D.M.D. | 30 maja 2021(dts)         | Double or Nothing                | Jacksonville, FL    | 1                    | 290                  | 290                  | | [ 17 ] |
| 5  | Thunder Rosa            | 16 marca 2022(dts)        | Dynamite: St. Patrick’s Day Slam | San Antonio, TX     | 1                    | 172                  | 172                  | Był to Steel Cage match. | [ 18 ] |
| —  | Wakat                   | 4 września 2022(dts)      | All Out                          | Hoffman Estates, IL | —                    | —                    | —                    | Głowna mistrzyni Thunder Rosa doznała kontuzji pleców pod koniec sierpnia, a tymczasowa mistrzyni została koronowana na tej gali: jednak 23 listopada 2022 roku na odcinku Dynamite, Rosa zrezygnowała z głównego mistrzostwa, a późniejsze tymczasowe panowania zostały oficjalnie uznane z mocą wsteczną.                                                                               | [ 19 ] |
| 6  | Toni Storm              | 4 września 2022(dts)      | All Out                          | Hoffman Estates, IL | 1                    | 76                   | 76                   | Głowna mistrzyni Thunder Rosa miała pierwotnie bronić tytułu przeciwko Toni Storm na tej gali, ale została wycofana z powodu kontuzji. Storm pokonała Dr. Britt Baker, D.M.D., Jamie Hayter i Hikaru Shidę w Four-way matchu, aby zostać tymczasową mistrzynią. Ze względu na rezygnację Rosy z tytułu, panowanie Storm zostało oficjalnie uznane z mocą wsteczną 23 listopada 2022 roku. | [ 20 ] |
| 7  | Jamie Hayter            | 19 listopada 2022(dts)    | Full Gear                        | Newark, NJ          | 1                    | 190                  | 191                  | Pokonała Storm, aby zdobyć tymczasowe mistrzostwo. 23 listopada 2022 roku ogłoszono, że Thunder Rosa zrezygnowała z mistrzostwa, czyniąc panowania Hayter i Storm oficjalnymi. | [ 21 ] |
| 8  | Toni Storm              | 28 maja 2023(dts)         | Double or Nothing                | Paradise, NV        | 2                    | 66                   | 66                   | | [ 22 ] |
| 9  | Hikaru Shida            | 2 sierpnia 2023(dts)      | Dynamite: 200                    | Tampa, FL           | 2                    | 25                   | 25                   | | [ 23 ] |
| 10 | Saraya                  | 27 sierpnia 2023(dts)     | All In                           | Londyn, Anglia      | 1                    | 44                   | 44                   | Był to Four-way match, w którym brały również udział Toni Storm i Dr. Britt Baker, D.M.D.. | [ 24 ] |
| 11 | Hikaru Shida            | 10 października 2023(dts) | Dynamite: Title Tuesday          | Independence, MI    | 3                    | 39                   | 39                   | | [ 25 ] |
| 12 | "Timeless" Toni Storm   | 18 listopada 2023(dts)    | Full Gear                        | Inglewood, CA       | 3                    | 281                  | 281                  | | [ 26 ] |
| 13 | Mariah May              | 25 sierpnia 2024(dts)     | All In                           | Londyn, Anglia      | 1                    | 174                  | 174                  | | [ 27 ] |
| 14 | "Timeless" Toni Storm   | 15 lutego 2025(dts)       | Grand Slam Australia             | Brisbane, Australia | 4                    | 120+                 | 120+                 | | [ 14 ] |

## Łączna liczba panowań
Stan na 15 czerwca 2025
| † | Oznacza obecnego mistrza |

| Miejsce | Mistrz                             | Liczba panowań | Łączna liczba dni | Łączna liczba dni według AEW |
| ------- | ---------------------------------- | -------------- | ----------------- | ---------------------------- |
| 1       | Toni Storm/"Timeless" Toni Storm † | 4              | 543+              | 543+                         |
| 2       | Hikaru Shida                       | 3              | 436               | 436                          |
| 3       | Dr. Britt Baker, D.M.D.            | 1              | 290               | 290                          |
| 4       | Jamie Hayter                       | 1              | 190               | 191                          |
| 5       | Mariah May                         | 1              | 174               | 174                          |
| 6       | Thunder Rosa                       | 1              | 172               | 172                          |
| 7       | Riho                               | 1              | 133               | 133                          |
| 8       | Nyla Rose                          | 1              | 101               | 101                          |
| 9       | Saraya                             | 1              | 44                | 44                           |